# Gaultheria antipoda
Espèce
Gaultheria antipoda est une espèce d'arbustes de la famille des Ericaceae endémique de Nouvelle Zélande.

## Répartition et habitat
Cette espèce est endémique de Nouvelle-Zélande. C'est un arbuste qui pousse principalement dans le biome subtropical.

## Dénominations
Cet arbuste porte les noms vernaculaires anglais de Bush Strawberry et Fools Beech.

## Systématique
Le nom correct complet (avec auteur) de ce taxon est Gaultheria antipoda G.Forst..
Gaultheria antipoda a pour synonymes :
- Andromeda rupestris R.Cunn.
- Andromeda rupestris R.Cunn. ex A.Cunn.
- Brossaea antipoda (G.Forst.) Kuntze
- Gaultheria antipoda subsp. fluviatilis (A.Cunn.) Hook.fil.
- Gaultheria antipoda var. erecta Cheeseman
- Gaultheria epiphyta Colenso
- Gaultheria erecta Banks & Sol.
- Gaultheria erecta Banks & Sol. ex Hook.fil.
- Gaultheria fluviatilis A.Cunn.
- Gaultheria fluviatilis A.Cunn. ex DC.

### Publication originale
- (la) Georgio Forster, Florulae insularum Australium: prodromus, Gottingae, Joann. Christian Dietrich, 1786, 114 p..